# شهرستان مینرالوودسکی
شهرستان مینرالوودسکی (به لاتین: Mineralovodsky District) یک شهرستان در روسیه است که در سرزمین استاوروپول واقع شده‌است.